# Anthias woodsi
Anthias woodsi, danh pháp thông thường là Swallowtail bass (bằng tiếng Anh), là một loài cá biển thuộc chi Anthias trong họ Cá mú. Loài này được mô tả lần đầu tiên vào năm 1980.

## Phân bố và môi trường sống
A. woodsi có phạm vi phân bố ở vùng biển Tây Bắc Đại Tây Dương. Chúng được tìm thấy từ bang Bắc Carolina đến bang Florida, được xem như là loài đặc hữu của Hoa Kỳ. Những ghi nhận ngoài khơi Florida cần được xem xét lại. Loài này xuất hiện chủ yếu ở sườn lục địa, sống xung quanh các rạn san hô và đá ngầm ở độ sâu khoảng từ 90 đến 475 m.

## Mô tả
A. woodsi trưởng thành có chiều dài cơ thể lớn nhất được ghi nhận là khoảng 25 cm. Thân thuôn dài, hình bầu dục. Đầu và thân màu đỏ. Có một dải rộng màu vàng từ phía sau mắt dọc theo thân trên, hẹp dần ở phía sau và kéo dài dọc theo mép trên của vây đuôi. Dải vàng có viền trên và dưới bởi màu đỏ tía. Mống mắt màu đỏ cam, nửa vòng mắt trước có màu xanh lam. Vây lưng màu vàng; vây hậu môn và vây bụng màu đỏ. Đuôi xẻ thùy, các sợi vây tia vươn khá dài ở chóp thùy. Đuôi màu đỏ, viền trên và dưới màu vàng lục.
Số gai ở vây lưng: 10; Số tia vây mềm ở vây lưng: 14 - 15; Số gai ở vây hậu môn: 3; Số tia vây mềm ở vây hậu môn: 7 - 8; Số tia vây mềm ở vây ngực: 16 - 18; Số vảy đường bên: 42 - 48; Số lược mang: 38 - 40.
Thức ăn của A. woodsi là các loài sinh vật phù du và động vật giáp xác. Loài này không được đánh bắt trong thương mại.